# Anamidae
Anamidae é uma família de aranhas migalomorfas, antes parte da família nemesiidae agora elavada ao status de família.

## Distribuição

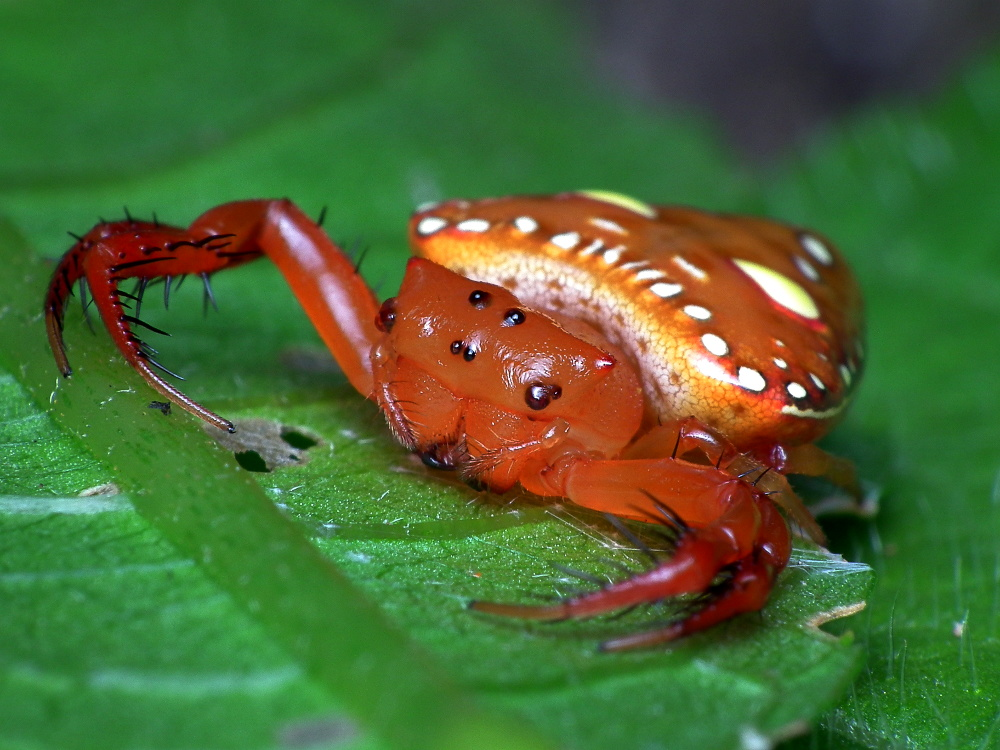
Arkys lancearius?

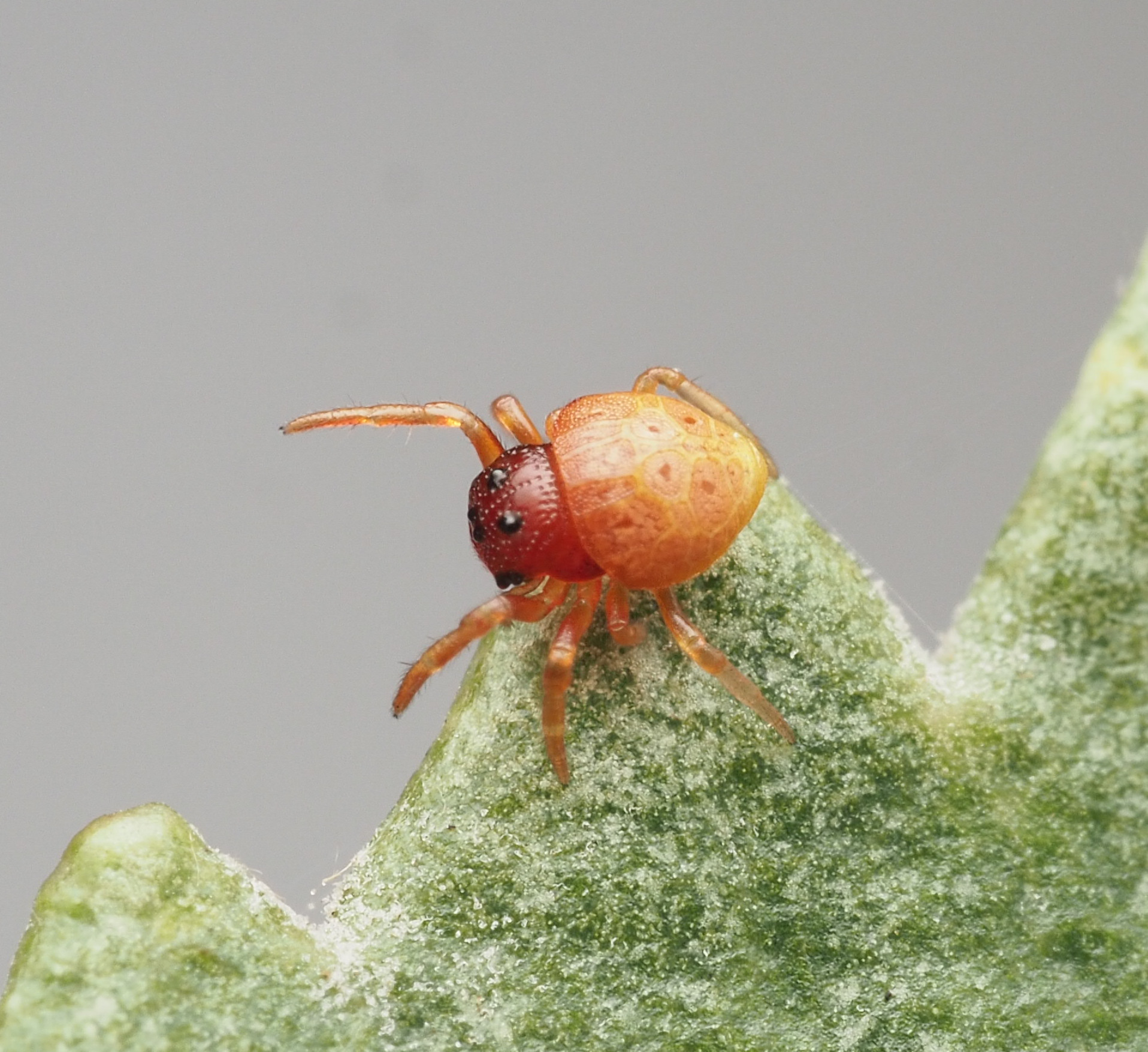
Demadiana complicata?

A família é endêmica da Austrália.

## Gêneros
Nesta seção, todos os gêneros de Anamidae descritos até março de 2025.
Aname L. Koch, 1873
Chenistonia Hogg, 1901
Hesperonatalius Castalanelli, Huey, Hillyer & Harvey, 2017
Kwonkan Main, 1983
Namea Raven, 1984
Proshermacha Simon, 1908
Swolnpes Main & Framenau, 2009
Teyl Main, 1975
Teyloides Main, 1985
Troglodiplura Main, 1969